# Väljataguse (Rapla)
Väljataguse – wieś w Estonii, w prowincji Rapla, w gminie Rapla.